# Aemulatrix aequilibra
Aemulatrix aequilibra är en fjärilsart som beskrevs av Diakonoff 1982. Aemulatrix aequilibra ingår i släktet Aemulatrix och familjen vecklare. Inga underarter finns listade i Catalogue of Life.